# Miniopterus tristis
Miniopterus tristis — вид ссавців родини лиликових.

## Проживання, поведінка
Країна поширення: Індонезія (Сулавесі), Папуа Нова Гвінея (архіпелаг Бісмарка), Філіппіни, Соломонові Острови, Вануату. Він був записаний між рівнем моря і 1600 м над рівнем моря. Мабуть, лаштує сідала тільки в печерах. Харчується в сільськогосподарських районах і порушених низинних лісах поблизу рівня моря. Комахоїдний, що ловить комах над пологом лісу, на відкритих майданчиках, у порушених лісових і в деяких сільськогосподарських районах.

## Загрози та охорона
Немає серйозних загроз для цього виду. Імовірно присутній у деяких охоронних територіях.